# Récif Alicia Annie
Le récif Alicia Annie (en anglais Alicia Annie Reef, en philippin Arellano, en vietnamien Đá Suối Ngọc, en mandarin Xiāné jiāo (en sinogrammes traditionnels 仙娥礁)), est un atoll des îles Spratleys en mer de Chine méridionale situé au sud-est de Dangerous Ground,.

## Géographie
Le récif Alicia Annie est un atoll corallien océanique qui s'est développé au sommet d'un mont sous-marin dans la partie sud des îles Spratleys.
Le récif est situé à approximativement 120 milles marins à l'ouest de l'île de Palawan et 160 milles marins au nord de l'île de Bornéo.
Les caractéristiques géographiques peu profondes les plus proches sont le récif Mischief, le banc Second Thomas et le banc Premier Thomas, situés respectivement à environ 25 milles marins au nord, au nord-est et à l'est.
Il s'agit d'un récif allongé à anneau fermé en forme de gouttelette d'eau dont le grand axe pointe vers le nord-sud et mesure environ 8 km. La partie médiane mesure 3,5 km de large. La couverture aérienne de cet atoll est de 20,35 km2 comprenant un platier récifal de 6,93 km2 qui entoure un lagon de 12,4 km2 et une pente récifale de 1,02 km2.
Il existe des rapports contradictoires quant à savoir si le lagon est profond ou peu profond. Tout le récif sèche jusqu'à au moins 0,3 mètre, mais les extrémités nord et sud se situent bien au-dessus de ce niveau. Il y a une caye de sable ou de corail à l'extrémité nord qui se dresse à 1,2 mètre au-dessus des hautes eaux. Au coin sud-est, quelques gros rochers sont à peine visibles à marée haute.

## Revendication de souveraineté
Comme pour toutes les îles Spratleys, la propriété de l'atoll est contestée. Le récif Alicia Annie est revendiqué par les Philippines, le Viêt Nam, la république populaire de Chine et la république de Chine (Taïwan). On ne sait pas clairement quel pays contrôle réellement ce récif.

## Structures artificielles
Il n'y a pas de structures artificielles sur le récif Alicia Annie en 2023.